# Augusto Novaes
Augusto Oliveira Carneiro de Novaes, ou apenas Augusto Novaes, (Escada, 9 de janeiro de 1922 — Recife, 16 de setembro de 1995) foi um advogado e político brasileiro, outrora deputado federal por Pernambuco.

## Dados biográficos
Filho de Américo Carneiro de Novais e Maria de Oliveira Novais. Advogado formado na Universidade Federal de Pernambuco em 1944, foi diretor-administrativo da Companhia de Eletricidade de Pernambuco (CELPE) antes de estrear na política. Eleito deputado estadual via PL em 1947 e 1950, renovou o mandato através do PRT em 1954 e 1958. Após migrar para a UDN foi eleito deputado federal em 1962, mudando para a ARENA com a outorga do bipartidarismo pelo Regime Militar de 1964, reelegendo-se em 1966. Nomeado secretário de Governo pelo governador Nilo Coelho em 1967, permaneceu no cargo por três anos.
Em 1970 foi eleito suplente do senador Wilson Campos, cassado pelo Ato Institucional Número Cinco em 1975. O referido diploma impediu a convocação e efetivação de Augusto Novaes como parlamentar e a referida cadeira ficou em aberto até as eleições de 1978.